# Port Broughton
Port Broughton är en ort i Australien. Den ligger i kommunen Barunga West och delstaten South Australia, omkring 160 kilometer norr om delstatshuvudstaden Adelaide. Antalet invånare är 908.
Runt Port Broughton är det mycket glesbefolkat, med 2 invånare per kvadratkilometer.. Port Broughton är det största samhället i trakten.
Trakten runt Port Broughton består till största delen av jordbruksmark. Genomsnittlig årsnederbörd är 447 millimeter. Den regnigaste månaden är juni, med i genomsnitt 77 mm nederbörd, och den torraste är december, med 11 mm nederbörd.